# 839 Valborg
839 Valborg, asteroid glavnog pojasa. Otkrio ga je Max Wolf, 24. rujna 1916.

## Vanjske poveznice
- Minor Planet Center